# وایلد من بلوز
وایلد من بلوز (انگلیسی: Wild Man Blues) یک فیلم مستند در سبک موزیکال به کارگردانی باربارا کاپل است که در سال ۱۹۹۷ منتشر شد. از بازیگران آن می‌توان به لتی آرونسون، سون-یی پره‌وین و وودی آلن اشاره کرد.
این فیلم دربارهٔ فعالیت‌های وودی آلن در زمینه موسیقی است که آن را به عنوان یک فعالیت جنبی و سرگرمی در زندگی شخصی‌اش دنبال می‌کند.
عنوان این فیلم اشاره به یک قطعه‌موسیقیِ جاز به همین نام دارد که گفته می‌شود توسط جلی رول مورتون یا لویی آرمسترانگ ساخته شده است.
علاقهٔ وودی اَلن به موسیقیِ اوایل قرن بیستم در نیواورلئان، سبب شد تا با گروه موسیقی‌اش موسوم به «گروه جاز نیواورلئان» به یک تور اروپایی در سال ۱۹۹۶ برود؛ گروهی که وودی اَلن بیش از ۲۵ سال است در آن کلارینت می‌نوازد.